# Henry Popple
Pour les articles homonymes, voir Popple.
Henry Popple est un cartographe anglais mort en 1743. Il est notamment connu pour son America Septentrionalis, une carte de l'Amérique du Nord publiée en 1733.